# Otto Bache
Otto Bache, född 21 augusti 1839 i Roskilde, död 28 juni 1927 i Köpenhamn, var en dansk konstnär.
Otto Bache var professor vid Det Kongelige Danske Kunstakademi i Köpenhamn från 1887. Han har ansetts som en av samtidens mest mångsidiga danska konstnärer, verksam som historiemålare, porträttör och djurmålare. Flera av hans monumentalt anlagda historiska målningar förvaras på Frederiksborgs slott. Bache är representerad vid bland annat Nationalmuseum i Stockholm.

## Utmärkelser
- Thorvaldsenmedaljen,  1872
- Riddare av Dannebrogorden,  1887[2]
- Dannebrogsmännens hederstecken,  1891[2]
- Kommendör av Dannebrogorden,  1898[2]
- Kommendör av första graden av Dannebrogorden,  1904[2]

[Redigera Wikidata]

## Bildgalleri

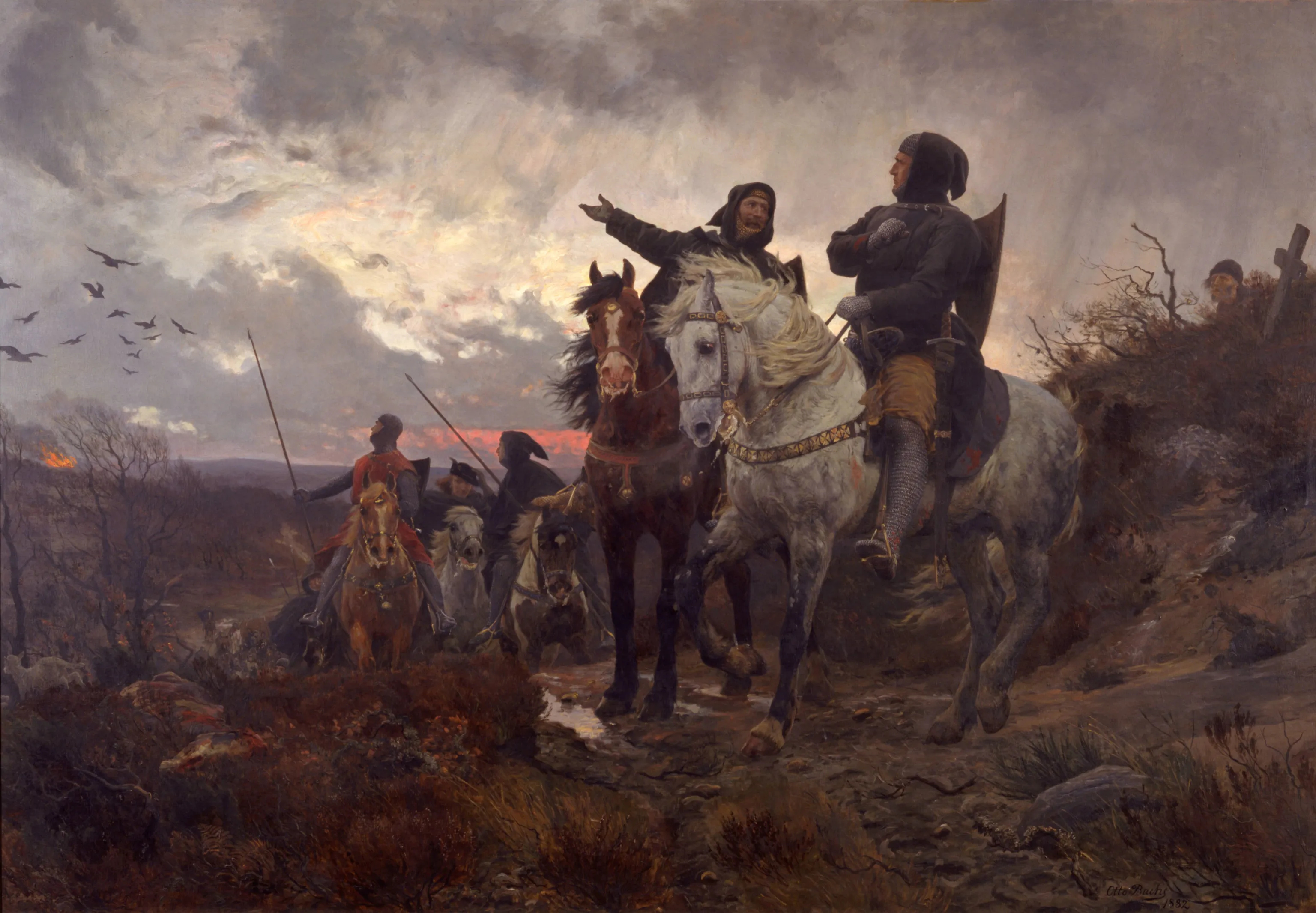
De sammansvurna rider från Finderup efter mordet på Erik Klipping 1286, (1882).
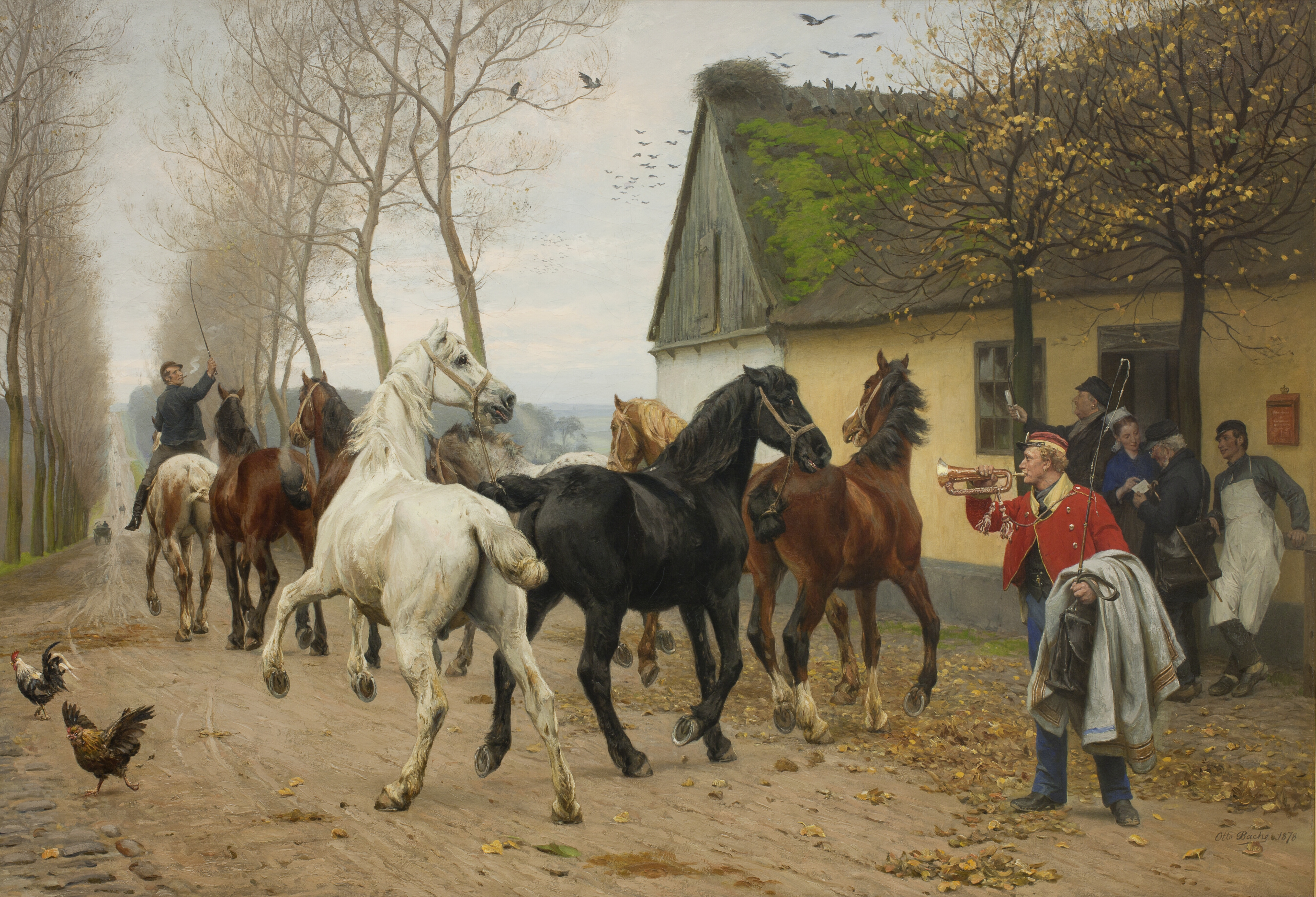
Hästar utanför ett värdshus, (1874).
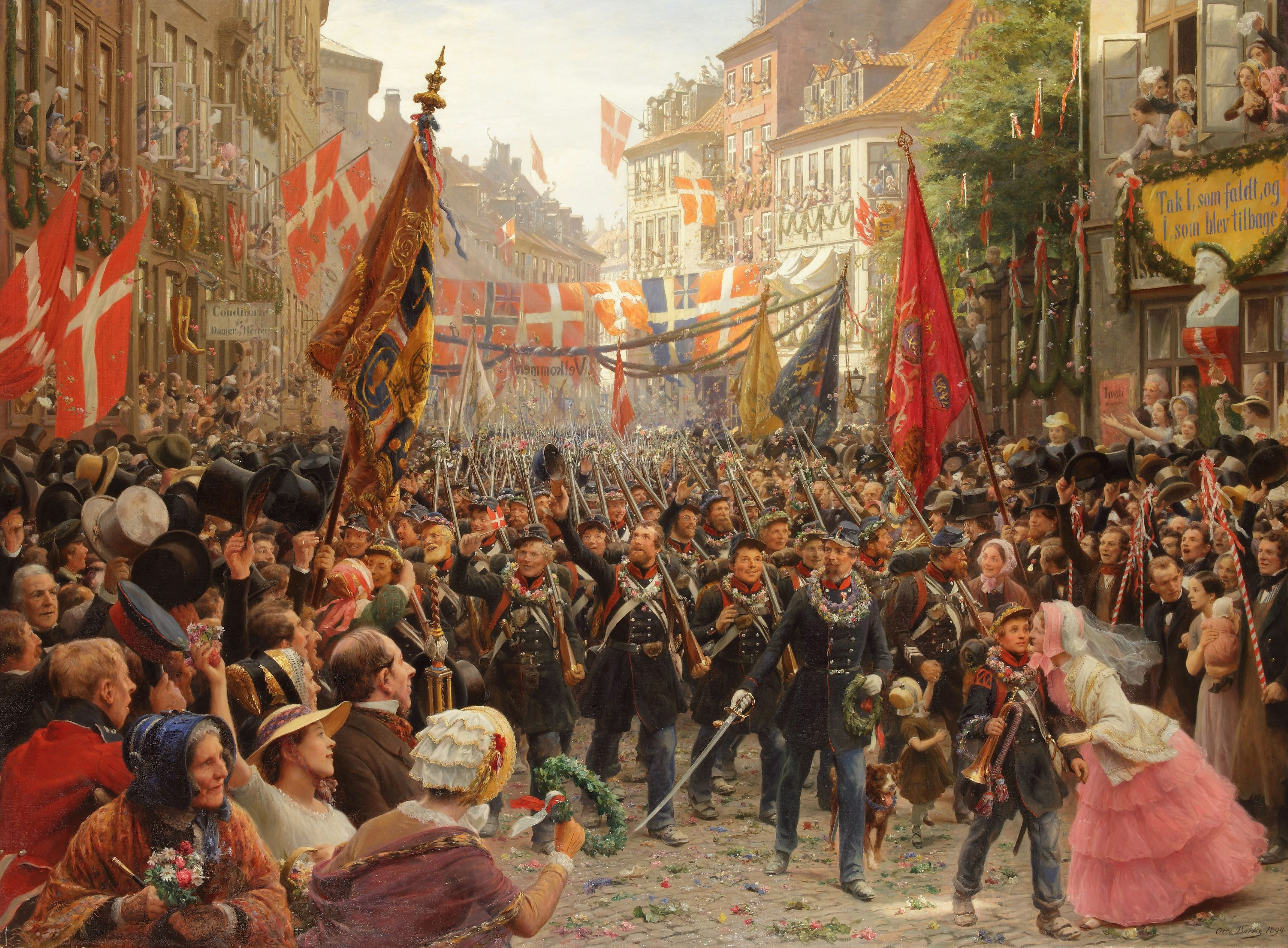
Danska soldater återvänder till Köpenhamn 1848, (1884).
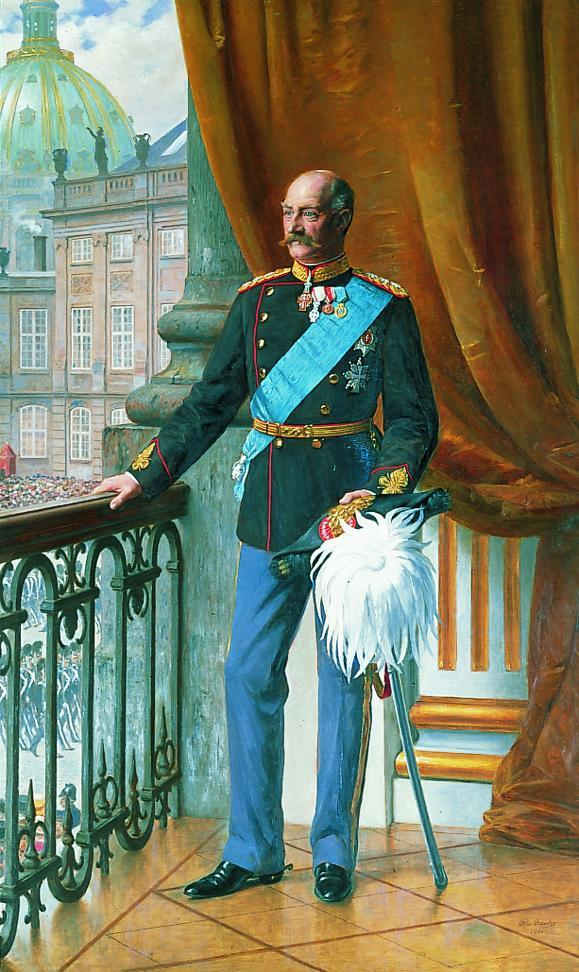
Fredrik VIII på balkongen i Amalienborg, (1911).